# Absolute Championship Akhmat

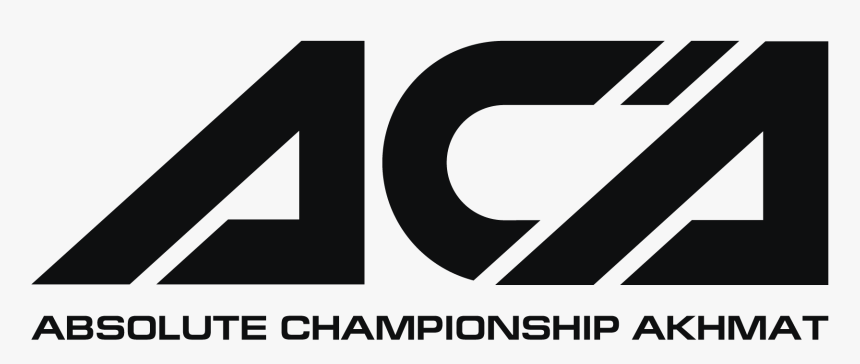
Logo

Absolute Championship Akhmat, ACA (ros. Абсолютный Чемпионат Ахмат – Absolutnyj Czempionat Achmat) – rosyjska organizacja promująca walki MMA (mixed martial arts) powstała w grudniu 2018 roku w wyniku fuzji organizacji Absolute Championship Berkut oraz World Fighting Championship Akhmat.

## Historia
W latach 2014 i 2015 organizacja zrobiła dwa turnieje Grand Prix, których zwycięzcy walczyli o pas organizacji. Pierwsza gala zorganizowana poza Groznym – siedzibą ACB, odbyła się w Polsce. 31 stycznia 2015 odbyła się gala ACB 13 w Płockiej Orlen Arenie. Rok później, rosyjska organizacja ponownie wróciła do Polski. 6 lutego na warszawskim Torwarze, odbyła się druga gala ACB w Polsce. Pod koniec 2015 roku, portal fightmatrix.com umieścił organizacje na 4. miejscu w rankingu organizacji robiących najwięcej eventów w roku za UFC, Bellator MMA i WSOF.
W grudniu 2018 właściciel organizacji poinformował o zakupie dwóch rosyjskich organizacji TECH-Krep FC oraz WFCA zwaną Akhmat, której właścicielem był czeczeński przywódca Ramzan Kadyrow. Według oświadczenia transakcja ta nie wpływa na strukturę organizacyjną i właścicielską organizacji.

## Reguły
Walki toczą się w klatce o średnicy 9,5 metra.

### Rundy
- Walka trwa trzy rundy po 5 minut (minuta przerwy pomiędzy każdą):
- Walka o mistrzostwo ACA trwa 5 rund po 5 minut

### Zakończenie walki
Wygrana następowała przez:
- poddanie się przeciwnika
- nokaut
- nokaut techniczny – walkę przerywa sędzia, lekarz lub sekundanci
- dyskwalifikację – 3 żółte kartki,
- na punkty – punkty przyznawane przez 3 sędziów; kryteria: agresywność, stopień obrażeń zadanych przeciwnikowi, liczba ciosów i kontrola walki w parterze, różnica wagi pomiędzy rywalami.

### Akcje zabronione
- uderzenia łokciami w głowę
- uderzenia głową
- dźwignie skrętne na szyje
- uderzenia na tył głowy
- uderzenia i kopnięcia na krocze
- szczypanie
- drapanie
- wsadzanie palców w oczy
- szarpanie za włosy
- plucie
- trzymanie siatki
- gryzienie
- kopanie lub uderzanie rękoma w tył głowy przeciwnika i kark
- dźwignie na małe stawy (dozwolone atakowanie co najmniej 4 palców rąk lub nóg)
- stosowanie olejków i innych substancji natłuszczających

## Kategorie wagowe
Aktualnie ACA posiada 8 kategorii wagowych, wszystkie męskie.
- ciężka – do 120 kg
- półciężka – do 93 kg
- średnia – do 84 kg
- półśrednia – do 77 kg
- lekka – do 70 kg
- piórkowa – do 66 kg
- kogucia – do 61 kg
- musza – do 57 kg

## Aktualni mistrzowie ACA
Stan na 1 marca 2025
| Kategoria  | Waga               | Mistrz                   | Od                         | Obrony tytułu |
| ---------- | ------------------ | ------------------------ | -------------------------- | ------------- |
| Ciężka     | do 120 kg (265 lb) | Jewgienij Gonczarow      | 17 marca 2023 (ACA 154)    | 1             |
| Półciężka  | do 93 kg (205 lb)  | Adłan Ibragimow          | 15 grudnia 2024 (ACA 182)  |               |
| Średnia    | do 84 kg (185 lb)  | Magomedrasul Gasanov     | 9 kwietnia 2021 (ACA 121)  | 4             |
| Półśrednia | do 77 kg (170 lb)  | Abubakar Wagajew         | 8 lutego 2025 (ACA 183)    | 0             |
| Lekka      | do 70 kg (155 lb)  | Abduł-Aziz Abdułwachabow | 19 września 2020 (ACA 111) | 3             |
| Piórkowa   | do 66 kg (145 lb)  | Islam Omarov             | 21 lipca 2023 (ACA 141)    | 1             |
| Kogucia    | do 61 kg (135 lb)  | Josiel Silva             | 28 lutego 2025 (ACA 184)   | 0             |
| Musza      | do 57 kg (125 lb)  | Kurban Gadzhiev          | 25 lutego 2023 (ACA 152)   | 0             |

### Waga ciężka (do 120 kg)
| Nr                                                                                            | Mistrz                                              | Od                          | Do                         | Obrony tytułu                                                                                                   |
| --------------------------------------------------------------------------------------------- | --------------------------------------------------- | --------------------------- | -------------------------- | --- |
| 1.                                                                                            | Zelimchan Umijew (pokonał Israfila Machaszjewa)     | 22 czerwca 2014 (ACB 9)     | 6 lutego 2016 (ACB 29)     | |
| 2.                                                                                            | Salimgierej Rasułow                                 | 6 lutego 2016 (ACB 29)      | 18 grudnia 2016 (ACB 50)   | |
| 3.                                                                                            | Dienis Golcow                                       | 18 grudnia 2016 (ACB 50)    | 19 sierpnia 2017 (ACB 67)  | |
| 4.                                                                                            | Muchomad Wachajew                                   | 19 sierpnia 2017 (ACB 67)   | N/A                        | - pokonał Siergieja Biełostiennyja 10 listopada 2018 (ACB 90)                                                   |
| 5.                                                                                            | Jewgienij Gonczarow (pokonał Tony'ego Johnsona Jr.) | 30 sierpnia 2019 (ACA 97)   | 21 lutego 2020 (ACA 104)   | |
| 6.                                                                                            | Muchomad Wachajew (pokonał Jewgenija Gonczarowa)    | 21 lutego 2020 (ACA 104)    | marzec 2020                | |
| Tytuł mistrzowski zawakował w związku z rezygnacją Wachajewa, który został wolnym zawodnikiem |                                                     |                             |                            | |
| 7.                                                                                            | Tony Johnson Jr. (pokonał Daniela Omielańczuka)     | 26 listopada 2020 (ACA 114) | 26 marca 2022 (ACA 138)    | - pokonał Dmytryja Pobereżeca 23 kwietnia 2021 (ACA 121) - pokonał Mukhumat Vakhaev 19 listopada 2021 (ACA 132) |
| 8.                                                                                            | Salimgiriej Rasułow (pokonał Tony Johnson Jr.)      | 26 marca 2022 (ACA 138)     | 27 sierpnia 2022 (ACA 143) | |
| 9.                                                                                            | Alikhan Vakhaev (pokonał Salimgiriej Rasułow)       | 27 sierpnia 2022 (ACA 143)  | aktualny                   | - pokonał Anton Vyazigin 9 lutego 24 (ACB 170)                                                                  |

### Waga półciężka (do 93 kg)
| Nr                                                                                                | Mistrz                                                  | Od                        | Do                     | Obrony tytułu                                                                                           |
| ------------------------------------------------------------------------------------------------- | ------------------------------------------------------- | ------------------------- | ---------------------- | --- |
| 1.                                                                                                | Gadżymurad Antigułow (pokonał Rusłana Chaschanowa)      | 22 czerwca 2014 (ACB 9)   | 2 sierpnia 2016        | - pokonał Muslima Machmudowa 6 maja 2016 (ACB 35)                                                       |
| Tytuł mistrzowski zawakował w związku z podpisaniem przez Antigułowa kontraktu z UFC.             |                                                         |                           |                        | |
| 2.                                                                                                | Thiago Silva (pokonał Jareda Trogesona)                 | 13 stycznia 2017 (ACB 51) | 22 lipca 2017 (ACB 65) | |
| 3.                                                                                                | Batraz Agnajew                                          | 22 lipca 2017 (ACB 65)    | 5 maja 2018 (ACB 86)   | |
| 4.                                                                                                | Dowledżchan Jagszimuradow                               | 5 maja 2018 (ACB 86)      | grudzień 2020          | - pokonał Karola Celińskiego 16 lutego 2019 (ACA 92)                                                    |
| Tytuł mistrzowski zawakował w związku z podpisaniem przez Jagszimuradowa kontraktu z Bellator MMA |                                                         |                           |                        | |
| 5.                                                                                                | Muslim Magomiedow (pokonał Jewgienija Jegiembierdijewa) | 16 lipca 2021 (ACA 126)   | ?                      | - pokonał Grigor Matevosyan 6 marca 2022 (ACA 137) - pokonał Oleg Olenichev 18 listopada 2022 (ACA 148) |
| 6.                                                                                                | Adłan Ibragimow (pokonał Fariduna Odiłowa)              | 15 grudnia 2024 (ACA 182) | aktualny               | |

### Waga średnia (do 84 kg)
| Nr                                                                                      | Mistrz                                              | Od                        | Do                  | Obrony tytułu |
| --------------------------------------------------------------------------------------- | --------------------------------------------------- | ------------------------- | ------------------- | --- |
| 1.                                                                                      | Anatolij Tokow (pokonał Arbiego Agujewa)            | 20 maja 2016 (ACB 38)     | 5 października 2016 | |
| Tytuł mistrzowski zawakował w związku z podpisaniem przez Tokowa kontraktu z M1-Global. |                                                     |                           |                     | |
| 2.                                                                                      | Albiert Durajew (pokonał Wiaczesława Wasilewskiego) | 23 grudnia 2017 (ACB 77)  | 2 października 2019 | - pokonał Piotra Strusa 8 września 2018 (ACB 89) |
| Tytuł mistrzowski zawakował w związku z podpisaniem przez Durajewa kontraktu z UFC.     |                                                     |                           |                     | |
| 3.                                                                                      | Sałamu Abdurachmanow (pokonał Bretta Coopera)       | 27 kwietnia 2019 (ACA 95) | N/A                 | - pokonał Walerija Miasnikowa 29 listopada 2019 (ACA 102) |
| 4.                                                                                      | Magomedrasul Gasanov (pokonał Nikolę Dipczikowa)    | 9 kwietnia 2021 (ACA 121) | nadal               | - pokonał Abdul-Rakhman Dzhanaev 28 stycznia 2022 (ACA 135) - pokonał Artem Frolov 27 sierpnia 2022 (ACA 143) - pokonał Salamu Abdurakhmanov 11 sierpnia 2023 (ACA 161) - pokonał Ibragim Magomedov 25 lutego 2024 (ACA 171) |

### Waga półśrednia (do 77 kg)
| Nr | Mistrz                                                 | Od                        | Do                        | Obrony tytułu                                                                                            |
| --- | ------------------------------------------------------ | ------------------------- | ------------------------- | --- |
| 1. | Albiert Durajew (pokonał Ustarmagomieda Gadżydaudowa)  | 12 września 2015 (ACB 22) | N/D                       | - pokonał Michaiła Carewa 6 maja 2016 (ACB 35)                                                           |
| Durajew zmienił kategorię wagową na średnią i zawakował tytuł.                                                               |                                                        |                           |                           | |
| 2. | Brett Cooper (pokonał Asłambieka Saidowa)              | 18 grudnia 2016 (ACB 50)  | 19 sierpnia 2017 (ACB 67) | |
| 3. | Muchamed Berchamow                                     | 19 sierpnia 2017 (ACB 67) | 15 sierpnia 2018          | |
| Tytuł mistrzowski zawakował w związku z uniemożliwiającymi Berchamowowi przygotowanie się do walki wielokrotnymi kontuzjami. |                                                        |                           |                           | |
| 4. | Albiert Tumienow (pokonał Ciro Rodriguesa)             | 8 września 2018 (ACB 89)  | 24 stycznia 2020          | - pokonał Murada Abdułajewa 27 kwietnia 2019 (ACA 95) - pokonał Biesłana Uszukowa 29 listopada (ACA 102) |
| Tytuł mistrzowski zawakował w związku z przeniesieniem się Tumienowa do innej organizacji.                                   |                                                        |                           |                           | |
| 5. | Murad Abdulajew (pokonał Alego Bagowa)                 | 5 września 2020 (ACA 110) | 26 luty 2021 (ACA 118)    | |
| 6. | Abubakar Wagajew (pokonał Murada Abdułajewa)           | 26 luty 2021 (ACA 118)    | 16 grudnia 2022 (ACA 149) | |
| 7. | Witalij Slipenko (pokonał Abubakar Wagajew)            | 16 grudnia 2022 (ACA 149) | 21 lipca 2023 (ACA 160)   | |
| 8. | Ustarmagomied Gadżydaudow (pokonał Witalija Slipienko) | 21 lipca 2023 (ACA 160)   | 24 grudnia 2023 (ACA 168) | |
| 9. | Albiert Tumienow (pokonał Ustarmagomed Gadzhidaudov)   | 24 grudnia 2023 (ACA 168) | 8 lutego 2025 (ACA 183)   | |
| 10. | Abubakar Wagajew (pokonał Albiert Tumienow)            | 8 lutego 2025 (ACA 183)   |                           | |

### Waga lekka (do 70 kg)
| Nr                                                                                            | Mistrz                                                      | Od                         | Do                       | Obrony tytułu |
| --------------------------------------------------------------------------------------------- | ----------------------------------------------------------- | -------------------------- | ------------------------ | --- |
| 1.                                                                                            | Abduł-Aziz Abdułwachabow (pokonał Alego Bagowa)             | 22 czerwca 2014 (ACB 9)    | 8 września 2018 (ACB 89) | - pokonał Eduarda Wartanjana 26 marca 2016 (ACB 32) - pokonał Alego Bagowa 22 października 2016 (ACB 48) - pokonał Eduarda Wartanjana 23 grudnia 2017 (ACB 77) |
| -                                                                                             | Eduard Wartanjan (pokonał Andrieja Koszkina)                | 30 września 2017 (ACB 71)  | 23 grudnia 2017 (ACB 77) | |
| 2.                                                                                            | Ali Bagow                                                   | 8 września 2018 (ACB 89)   | 2 lutego 2020            | - pokonał Chusajna Chalijewa 27 września 2019 (ACA 99) |
| Tytuł mistrzowski zawakował w związku ze zmianą kategorii wagowej przez Bagowa na połśrednią. |                                                             |                            |                          | |
| 3.                                                                                            | Abduł-Aziz Abdułwachabow (pokonał Ałeksandera Sarnawskiego) | 19 września 2020 (ACA 111) | aktualny                 | - pokonał Hacran Dias 5 listopada 2021 (ACA 131) - pokonał Mukhamed Kokov 4 października 2023 (ACA 164)                                                        |

### Waga piórkowa (do 66 kg)
| Nr                                                                                                | Mistrz                                                         | Od                            | Do                            | Obrony tytułu                                         |
| ------------------------------------------------------------------------------------------------- | -------------------------------------------------------------- | ----------------------------- | ----------------------------- | ----------------------------------------------------- |
| 1.                                                                                                | Zabit Magomiedszaripow (pokonał Szeicha Magomieda Arapchanowa) | 29 marca 2016 (ACB 33)        | 2 listopada 2016              | - pokonał Valdinesa Silvę 17 września 2016 (ACB 45)   |
| Tytuł mistrzowski zawakował w związku z podpisaniem przez Magomiedszaripowa kontraktu z UFC.      |                                                                |                               |                               |                                                       |
| 2.                                                                                                | Marat Balajew (pokonał Jusufa Raisowa)                         | 18 grudnia 2016 (ACB 50)      | 5 maja 2018 (ACB 86)          | - pokonał Adłana Batajewa 20 maja 2017 (ACB 61)       |
| -                                                                                                 | Jusup Raisow (pokonał Aleksandra Pedusona)                     | 23 grudnia 2017 (ACB 77)      | 5 maja 2018 (ACB 86)          |                                                       |
| 3                                                                                                 | Jusup Raisow                                                   | 5 maja 2018 (ACB 86)          | 4 lipca 2018                  |                                                       |
| Tytuł mistrzowski zawakował w związku z przejściem Raisowa do lekkiej kategorii wagowej.          |                                                                |                               |                               |                                                       |
| 4                                                                                                 | Salman Żamaldajew (pokonał Marata Bałajewa)                    | 16 marca 2019 (ACA 93)        | 4 października 2019 (ACA 100) |                                                       |
| 5                                                                                                 | Felipe Froes (pokonał Salmana Żamaldaejwa)                     | 4 października 2019 (ACA 100) | 26 marca 2021 (ACA 120)       | - pokonał Marata Bałajewa 18 grudnia 2020 (ACA 116)   |
| 6                                                                                                 | Magomiedrasuł Chasbułajew (pokonał Felipe Froesa)              | 26 marca 2021 (ACA 120)       | N/A                           | - pokonał Ramazan Kishev 5 listopada 2021 (ACA 131)   |
| Chasbułajew został pozbawiony tytułu w związku z trzykrotnym odmówieniem pojedynku z Suleymanovem |                                                                |                               |                               |                                                       |
| 7                                                                                                 | Alikhan Suleymanov (pokonał Felipe Froesa)                     | 22 lipca 2022 (ACA 141)       | 21 czerwca 2023 (ACA 160)     |                                                       |
| 8                                                                                                 | Islam Omarov (pokonał Alikhan Suleymanov)                      | 21 czerwca 2023 (ACA 160)     | nadal                         | - pokonał Alexey Polpudnikov 25 lutego 2024 (ACA 171) |

### Waga kogucia (do 61 kg)
| Nr                                                                              | Mistrz                                         | Od                         | Do                         | Obrony tytułu                                                                                            |
| ------------------------------------------------------------------------------- | ---------------------------------------------- | -------------------------- | -------------------------- | --- |
| 1.                                                                              | Magomied Magomiedow (pokonał Piotra Jana)      | 26 marca 2016 (ACB 32)     | 15 kwietnia 2017 (ACB 57)  | - pokonał Olega Borysowa 18 grudnia 2016 (ACB 50)                                                        |
| 2.                                                                              | Piotr Jan                                      | 15 kwietnia 2017 (ACB 57)  | 30 stycznia 2018           | - pokonał Matheusa Mattosa 30 września 2017 (ACB 71)                                                     |
| Tytuł mistrzowski zawakował w związku z podpisaniem przez Jana kontraktu z UFC. |                                                |                            |                            | |
| 3.                                                                              | Rustam Kerimow                                 | 24 marca 2018 (ACB 83)     | 28 stycznia 2020           | - pokonał Rachmana Dudajewa 16 marca 2019 (ACA 93) - pokonał Francisco Maciela 14 grudnia 2019 (ACA 103) |
| Tytuł mistrzowski zawakował w związku z odejściem Kerimowa z organizacji        |                                                |                            |                            | |
| 4.                                                                              | Daniel Oliveira (pokonał Szamil Szachbułatowa) | 6 marca 2020 (ACA 105)     | 26 marca 2021 (ACA 120)    | - pokonał Abdul-Rahmana Dudajewa 4 października 2020 (ACA 112)                                           |
| 6                                                                               | Magomied Bibułatow (pokonał Daniela Oliveirę)  | 26 marca 2021 (ACA 120)    | 27 marca 2022 (ACA 138)    | |
| 7                                                                               | Oleg Borisov (pokonał Magomied Bibułatow)      | 27 marca 2022 (ACA 138)    | 19 kwietnia 2024 (ACA 174) | - pokonał Rustam Kerimov 17 marca 2023 (ACA 154)                                                         |
| 8                                                                               | Paweł Witruk (pokonał Oleg Borisov)            | 19 kwietnia 2024 (ACA 174) | 28 lutego 2025 (ACA 184)   | |
| 9                                                                               | Josiel Silva (pokonał Paweł Witruk)            | 28 lutego 2025 (ACA 184)   | aktualny                   | |

### Waga musza (do 57 kg)
| Nr                                                                                      | Mistrz                                       | Od                            | Do                       | Obrony tytułu                                                                                                  |
| --------------------------------------------------------------------------------------- | -------------------------------------------- | ----------------------------- | ------------------------ | --- |
| 1.                                                                                      | Askar Askarow (pokonał José Maria Tomé)      | 22 października 2016 (ACB 48) | 28 listopada 2018        | - pokonał Anthony'ego Leone'a 22 kwietnia 2017 (ACB 58) - pokonał Rasuła Ałbaschanowa 5 maja 2018 (ACB 86)     |
| Tytuł mistrzowski zawakował w związku z podpisaniem przez Askarowa kontraktu z UFC.     |                                              |                               |                          | |
| 2.                                                                                      | Junus Jewlojew (pokonał Josiela Silvę)       | 27 kwietnia 2019 (ACA 95)     | grudzień 2019            | - pokonał Azama Gaforowa (ACA 99)                                                                              |
| Tytuł mistrzowski zawakował w związku z problemami ze zdrowiem Jewlojewa                |                                              |                               |                          | |
| 3.                                                                                      | Azamat Kieriefow (pokonał Mansura Chatujewa) | 21 lutego 2020 (ACA 104)      | październik 2021         | - pokonał Kurbana Gadżyjewa 6 listopada 2020(ACA 113) - pokonał Rasuła Ałbaschanowa 28 sierpnia 2021 (ACA 127) |
| Tytuł mistrzowski zawakował w związku z wygaśnięciem kontarktu Kieriefowa z organizacją |                                              |                               |                          | |
| 4.                                                                                      | Imran Bukuev (pokonał Arena Akopyana)        | 26 lutego 2022 (ACA 136)      | 25 lutego 2023 (ACA 152) | |
| 5.                                                                                      | Kurban Gadzhiev (pokonał Imran Bukuev)       | 25 lutego 2023 (ACA 152)      | nadal                    | - pokonał Azama Gaforova 4 października 2024 (ACA 180)                                                         |

## Znani zawodnicy walczący dla organizacji

### Polacy
- Michał Andryszak
- Marcin Bandel
- Damian Biłas
- Sylwester Borys
- Karol Celiński
- Mamed Chalidow
- Jacek Czajczyński
- Rafał Czechowski
- Przemysław Dzwoniarek
- Kacper Formela
- Wojciech Giera
- Rafał Haratyk
- Marcin Held
- Marcin Jabłoński
- Paweł Kiełek
- Łukasz Kopera
- Jakub Kowalewicz
- Adam Kowalski
- Marcin Lasota
- Bartosz Leśko
- Rafał Lewoń
- Karol Linowski
- Mateusz Łazowski
- Przemysław Mysiala
- Daniel Omielańczuk
- Kamil Oniszczuk
- Wojciech Orłowski
- Damian Ostęp
- Radosław Paczuski
- Adam Pałasz
- Paweł Pawlak
- Krzysztof Pietraszek
- Daniel Płonka
- Sebastian Przybysz
- Łukasz Rajewski
- Patryk Ruta
- Emil Rózewski
- Piotr Strus
- Aslambek Saidov
- Gracjan Szadziński
- Damian Szmigielski
- Filip Wolański
- Piotr Wołowik
- Adam Zając
- Adrian Zieliński

### Obcokrajowcy
- Scott Askham
- Luke Barnatt
- John Maguire
- Ben Alloway
- Dylan Andrews
- Amir Ali Akbari